# شوجو يكي
شوجو يكي (باليابانية: 伊池 翔吾) (15 مارس 1988 في كاناغاوا في اليابان – )؛ هو لاعب كرة قدم ياباني سابق كان يلعب كمهاجم.

## وصلات خارجية
- شوجو يكي على موقع رابطة كرة القدم اليابانية للمحترفين (اليابانية)